# Hosokawa Katsumoto
Hosokawa Katsumoto (細川 勝元, 1430 – 6 de junho de 1473) foi um dos Kanrei, deputados do Shogun, durante o período Muromachi, do Japão. Ficou conhecido pelo seu envolvimento na criação do templo budista Ryoan-ji - um tempo famoso pelo seu jardim de pedras situado Kyoto - e por ter sido um dos dois líderes que deram início à Guerra Ōnin (1467-1477), dando início ao período Sengoku, caracterizado por inúmeros conflitos durante 130 anos.

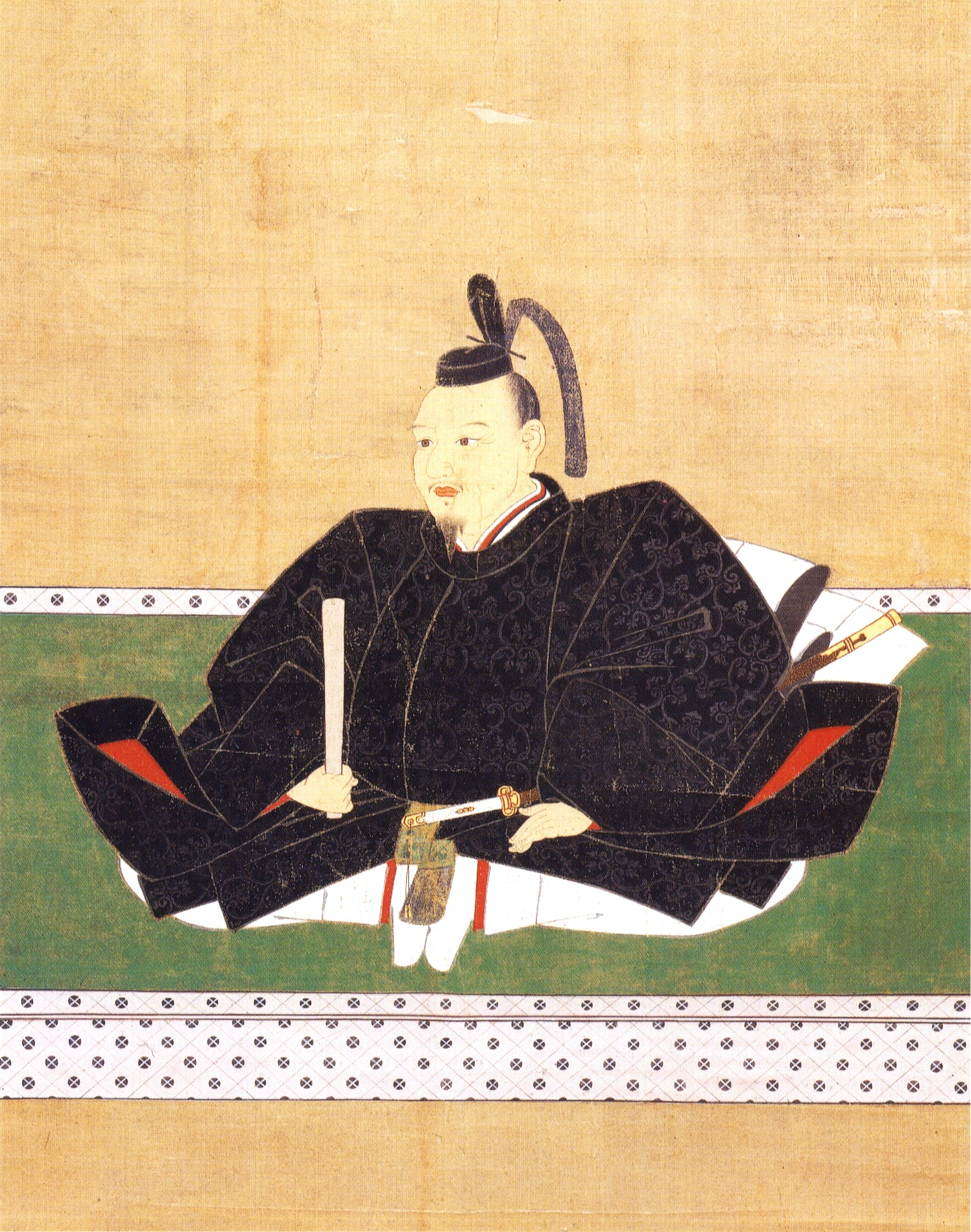
Hosokawa Katsumoto

Os seus conflitos com o seu pai adoptivo e daimyo Sōzen Yamana, que temia o poder de Hosokawa enquanto Kanrei, foram a causa da Guerra Ōnin em 1467. 